# Jake Rennie
Jake Rennie (30 gennaio 1983) è un calciatore grenadino, attaccante del Paradise e della Nazionale grenadina.

## Carriera

### Club
Comincia a giocare in patria, al Paradise. Nel 2008 si trasferisce in Germania, al Bonner. Nel 2010 torna al Paradise.

### Nazionale
Debutta in Nazionale il 29 luglio 2008, in Grenada-Aruba (3-1), in cui mette a segno la rete del definitivo 3-1. Ha messo a segno la sua prima doppietta con la maglia della Nazionale il 4 maggio 2014, nell'amichevole Dominica-Grenada (3-5), in cui ha segnato la rete dell'1-1 e la rete del 3-2. Ha partecipato, con la maglia della Nazionale, alla Gold Cup 2009.